# 楊宗氣
楊宗氣（1514年—1570年），字子正，號鍾山，陝西延安衛官籍浙江湖州府歸安縣人，明朝政治人物，官至山西巡撫。

## 生平
嘉靖十九年（1540年）庚子科陝西鄉試第二十一名。嘉靖二十年（1541年）辛丑科會試第二百九十四名，登進士第三甲第七十八名。選翰林院庶吉士，二十二年十一月授工科給事中。二十六年三月升兵科右，九月升工科左，十二月升礼科都，稱病歸里。二年後服補刑科都，累擢山東左參政，升本省按察使，丁外艰，服阕，補山東，升山西右布政使。四十年闰五月升都察院右佥都御史、巡撫山西，四十三年五月考满，加升右副都御史，六月以原职總督南京糧儲。四十四年三月坐事被弹劾，回籍听勘。隆慶四年（1570年）卒。享年五十七。

## 家族
曾祖楊信，曾任延安衛都指揮使 封鎮國將軍；祖父楊聰，以贡为福山縣丞 進階文林郎；父楊時遇，封工科给事中贈都察院右佥都御史。母陳氏，累赠恭人；繼母徐氏。